# Rugby Americas North Cup 2014
El Rugby Americas North Cup de 2014 fue la 1° edición del torneo de segunda división que organiza la federación norteamericana (RAN).

## Equipos participantes
- Selección de rugby de Bahamas
- Selección de rugby de Curazao
- Selección de rugby de Islas Turcas y Caicos (The Flamingos)
- Selección de rugby de Islas Vírgenes Británicas
- Selección de rugby de Jamaica
- Selección de rugby de México
- Selección de rugby de San Vicente y las Granadinas
- Selección de rugby de Santa Lucía

## Resultados

### Posiciones Zona Norte
| Pos. | Equipo                | Encuentros | Encuentros | Encuentros | Encuentros | Tantos  | Tantos    | Tantos     | Puntos Bonus | Puntos Totales |
| Pos. | Equipo                | jugados    | ganados    | empatados  | perdidos   | a favor | en contra | diferencia | Puntos Bonus | Puntos Totales |
| ---- | --------------------- | ---------- | ---------- | ---------- | ---------- | ------- | --------- | ---------- | ------------ | -------------- |
| 1    | México                | 3          | 3          | 0          | 0          | 163     | 26        | + 137      | 3            | 15             |
| 2    | Jamaica               | 3          | 2          | 0          | 1          | 35      | 50        | - 15       | 0            | 8              |
| 3    | Bahamas               | 3          | 1          | 0          | 2          | 41      | 61        | - 20       | 1            | 5              |
| 4    | Islas Turcas y Caicos | 3          | 0          | 0          | 3          | 17      | 119       | - 102      | 2            | 2              |

Nota: Se otorgan 4 puntos al equipo que gane un partido y 2 al que empate
Puntos Bonus: 1 punto por convertir 4 tries o más en un partido y 1 al equipo que pierda por no más de 7 tantos de diferencia
| 17 de mayo | Bahamas | 18 - 33 | México |  |  |

| 17 de mayo | Jamaica | 10 - 6 | Islas Turcas y Caicos |  |  |

| 31 de mayo | Islas Turcas y Caicos | 11 - 13 | Bahamas |  |  |

| 7 de junio | Jamaica | 8 - 34 | México |  |  |

| 28 de junio | Bahamas | 10 - 17 | Jamaica |  |  |

| 28 de junio | México | 96 - 0 | Islas Turcas y Caicos |  |  |

| Bandera de México         |
| Ganador Zona Norte México |

### Posiciones Zona Sur
| Pos. | Equipo                       | Encuentros | Encuentros | Encuentros | Encuentros | Tantos  | Tantos    | Tantos     | Puntos Bonus | Puntos Totales |
| Pos. | Equipo                       | jugados    | ganados    | empatados  | perdidos   | a favor | en contra | diferencia | Puntos Bonus | Puntos Totales |
| ---- | ---------------------------- | ---------- | ---------- | ---------- | ---------- | ------- | --------- | ---------- | ------------ | -------------- |
| 1    | Curazao                      | 3          | 3          | 0          | 0          | 117     | 31        | + 86       | 2            | 14             |
| 2    | Santa Lucía                  | 3          | 2          | 0          | 1          | 62      | 96        | - 34       | 2            | 10             |
| 3    | San Vicente y las Granadinas | 3          | 1          | 0          | 2          | 58      | 67        | - 9        | 3            | 7              |
| 4    | Islas Vírgenes Británicas    | 3          | 0          | 0          | 3          | 52      | 95        | - 43       | 1            | 1              |

Nota: Se otorgan 4 puntos al equipo que gane un partido y 2 al que empate
Puntos Bonus: 1 punto por convertir 4 tries o más en un partido y 1 al equipo que pierda por no más de 7 tantos de diferencia
| 10 de mayo | Curazao | 56 - 7 | Santa Lucía |  |  |

| 17 de mayo | Islas Vírgenes Británicas | 22 - 24 | San Vicente y las Granadinas |  |  |

| 7 de junio | Islas Vírgenes Británicas | 18 - 29 | Santa Lucía |  |  |

| 7 de junio | San Vicente y las Granadinas | 12 - 19 | Curazao |  |  |

| 21 de junio | Curazao | 42 - 12 | Islas Vírgenes Británicas |  |  |

| 21 de junio | Santa Lucía | 26 - 22 | San Vicente y las Granadinas |  |  |

| Bandera de Curazao       |
| Ganador Zona Sur Curazao |